# Conclave de 1370
El Conclave de 1370 es va celebrar després de la mort del papa Urbà V i en resultà elegit el cardenal Pierre Roger de Beaufort, que va prendre el nom de Gregori XI i va ser l'últim papa del Papat d'Avinyó. El conclave durà dos dies, el 29 i 30 de desembre de 1370.

## Participants
El papa Urbà V va morir el 20 de desembre del 1370 a Avinyó. Va ser el primer que va residir a Roma des del 1304. Només durant un breu període, del 1367 al 1370, va tornar a Avinyó. Al moment de la seva mort hi havia vint cardenals, i d'aquests divuit van participar en el conclave:
Nou electors havien estat creats per Urbà V, cinc per Climent VI i quatre per Innocenci VI. El càrrec de camarleng, el més important durant la seu vacant, va ser ocupat per Arnaud Aubert, arquebisbe d'Auch i nebot del Papa Innocenci VI (però no cardenal). Dos cardenals creats per Urbà V no van participar en el conclave, perquè estaven a Itàlia:
| Elector                                           | Títol                                                                     | Elevat           | Elevador                      | Notes |
| ------------------------------------------------- | ------------------------------------------------------------------------- | ---------------- | ----------------------------- | --- |
| Guy de Boulogne                                   | Bisbe de Porto i Santa Rufina; comendatari de S. Cecilia and S. Crisogono | 20 setembre 1342 | Climent VI                    | Degà del Col·legi Cardenalici |
| Raymond de Canillac, C.R.S.A.                     | Bisbe de Palestrina                                                       | 17 desembre 1350 | Climent VI (Cardenal-nebot)   | |
| Guillaume de la Sudrie, O.P.                      | Bisbe d'Ostia i de Velletri                                               | 18 setembre 1366 | Papa Urbà V                   | |
| Gilles Aycelin de Montaigu                        | Bisbe de Frascati                                                         | 17 setembre 1361 | Innocenci VI                  | |
| Philippe de Cabassole                             | Bisbe de Sabina                                                           | 22 setembre 1368 | Papa Urbà V                   | |
| Pierre de Monteruc                                | Prevere de S. Anastasia                                                   | 23 desembre 1356 | Innocenci VI (Cardenal-nebot) | Arxipreste del Col·legi Cardenalici; Vice-canceller d'Església catòlica                                                                                              |
| Guillaume de la Jugié                             | Prevere de S. Clemente                                                    | 20 setembre 1342 | Climent VI (Cardenal-nebot)   | Cardenal-protector de l'Orde dels Franciscans |
| Jean de Blauzac                                   | Prevere de S. Marco                                                       | 17 setembre 1361 | Papa Innocenci VI             | |
| Guillaume d'Aigrefeuille, O.S.B.                  | Prevere de S. Stefano al Monte Celio                                      | 12 maig 1367     | Papa Urbà V                   | Camarlenc del Col·legi Cardenalici |
| Stephen Langham                                   | Prevere de S. Sisto                                                       | 22 setembre 1368 | Papa Urbà V                   | |
| Bernard du Bosquet                                | Prevere de SS. XII Apostoli                                               | 22 setembre 1368 | Urbà V                        | |
| Jean de Dormans                                   | Prevere de SS. IV Coronati                                                | 22 setembre 1368 | Papa Urbà V                   | Canceller del Regne de França |
| Etienne de Poissy                                 | Prevere de S. Eusebio                                                     | 22 setembre 1368 | Urbà V                        | Penitenciari major |
| Francesco Tebaldeschi                             | Prevere de S. Sabina                                                      | 22 setembre 1368 | Papa Urbà V                   | |
| Pietro Corsini                                    | Prevere de S. Lorenzo in Damaso                                           | 7 juny 1370      | Urbà V                        | |
| Pierre Roger de Beaufort (elegit Papa Gregori XI) | Diaca de S. Maria Nuova                                                   | 28 maig 1348     | Climent VI (Cardenal-nebot)   | Protodiaca del Col·legi Cardenalici, arxipreste de la basílica de Sant Joan del Laterà i de la Basílica de Santa Maria Major; cardenal-protector del Regne de Nàpols |
| Rinaldo Orsini                                    | Diaca de S. Adriano                                                       | 17 desembre 1350 | Climent VI                    | Arxipreste de la Basílica Vaticana |
| Hugues de Saint-Martial                           | Diaca de S. Maria in Portico                                              | 17 setembre 1361 | Innocenci VI                  | |

## Absents
| Elector                       | Títol                              | Elevat           | Elevador                     | Notes                       |
| ----------------------------- | ---------------------------------- | ---------------- | ---------------------------- | --------------------------- |
| Angelic de Grimoard, C.R.S.A. | Bisbe d'Albano                     | 18 setembre 1366 | Papa Urbà V (Cardenal-nebot) | Vicari papal a Itàlia       |
| Pierre d'Estaing, O.S.B.      | Sacerdot de S. Maria in Trastevere | 7 juny 1370      | Papa Urbà V (Cardenal-nebot) | Rector del Ducat de Spoleto |

## Elecció
Divuit cardenals que estaven a Avinyó van entrar al conclave del 29 de desembre. En la primera votació de l'endemà al matí el cardenal Pierre Roger de Beaufort, nebot de Climent VI, protodiaca del Col·legi Cardenalici, va ser elegit Papa per unanimitat. Inicialment es va oposar a la seva elecció però després va acceptar-la, i decidí donar-se el nom de Papa Gregori XI. El 2 de gener de 1371 va ser ordenat al sacerdoci, i el 3 de gener fou consagrat bisbe a Roma pel degà del Col·legi Cardenalici Guy de Boulogne, i coronat pel nou protodiaca Rinaldo Orsini a la Catedral d'Avinyó d'Avinyó.